# Ophioholcus
Ophioholcus is een geslacht van slangsterren uit de familie Hemieuryalidae.

## Soorten
- Ophioholcus sexradiata (Koehler, 1914)